# Criorhina kurilensis
Criorhina kurilensis är en tvåvingeart som beskrevs av Mutin 1999. Criorhina kurilensis ingår i släktet pälsblomflugor, och familjen blomflugor. Inga underarter finns listade i Catalogue of Life.